# Dawkinsia arulius
Dawkinsia arulius és una espècie de peix de la família dels ciprínids i de l'ordre dels cipriniformes. Poden assolir els 12 cm de longitud total. Es troba a l'Índia.